# Encarsia bicolor
Encarsia bicolor är en stekelart som först beskrevs av Timberlake 1926.  Encarsia bicolor ingår i släktet Encarsia och familjen växtlussteklar. Inga underarter finns listade i Catalogue of Life.